# Pecka (hrad)
Pecka je zřícenina hradu ze 14. století, nacházející se nad stejnojmenným městysem na severovýchodě okresu Jičín v Královéhradeckém kraji. Hrad je pojmenován po hoře, na které stojí, od hradu pak odvozuje své pojmenování městys.

## Popis

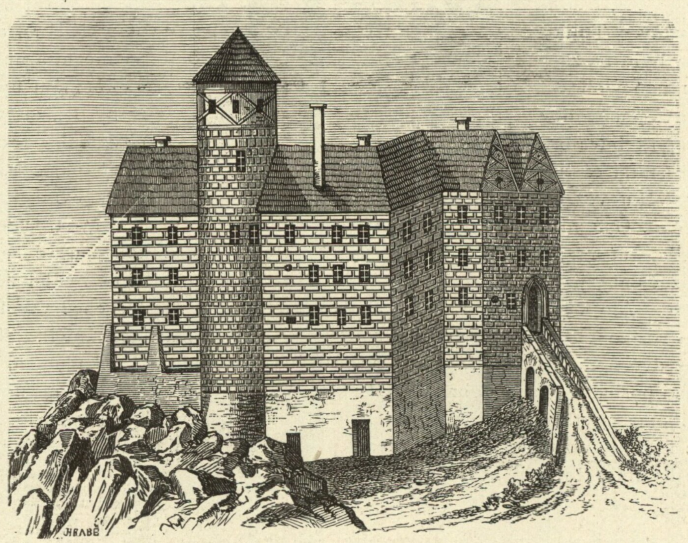
Hrad Pecka - novověká podoba

Hrad Pecka stojí v podkrkonošské permokarbonské pánvi tvořené sedimentárními hrubo až střednězrnitými arkózami a arkózovitými pískovci až slepenci. Z tohoto materiálu byl hrad vybudovám, přičemž horniny se těžily přímo na místě. Hrad je postaven na zakončení nevysokého, ve vrcholové části plochého, meziúdolního hřbetu orientovaného severojižním směrem.
Ve své původní podobě byl hrad obklopen elipsovitým příkopem, z větší části uměle vylámaným do skály a z vnější strany ještě obehnaným valem. Největší lámací práce probíhaly na jižní a východní straně hradu, kde bylo nutné přirozené malé převýšení hradní elevace vůči okolí zvětšit.
K hradu se dříve jezdívalo po dvou cestách. Jedna z nich vede ze západní strany až k bráně a druhá vede z města kolem hradního příkopu, který je už zasypaný. Západní cesta končí u třemi oblouky klenutého mostu. V místě kde se hrad spojuje s hradem býval padací most. Z brány zbyly jen postranní zdi a průjezd.
Čtverhranný dvůr je obklopený rozbořenými zdmi. Dříve dvůr obklopovala stavení, která byla pomalována znaky rodů spřízněných se Škopky z Bílých Otradovic a Haranty z Polžic. V přízemí byla klenutá kuchyně a schody z ní se chodilo do dalšího patra, kde byly světnice, které byly zdobeny obrazy z mytologie. Nyní ze světnic zbylo jen pár zdí a vysoký komín. V tomto oddělení byla i Harantova kancelář.
Vedle průjezdu stála hrubá okrouhlá věž, která stála v rohu Paláce. V 17. století ale byla svržena a zbyl z ní jenom spodek. Palác, do čtverhranu založený, se nazývá i jako Veliký, nebo Jižní dům. V jeho prvním poschodí je pár světnic velká klenutá okna a v druhém poschodí jsou střílny. V jihozápadním rohu byla kaple a za věží stál sklípek a pár komor. Z hodně znaků, které tam bývaly, nezbylo nic. Pod starým palácem se zachovaly staré pivné a vinné sklepy.

## Majitelé

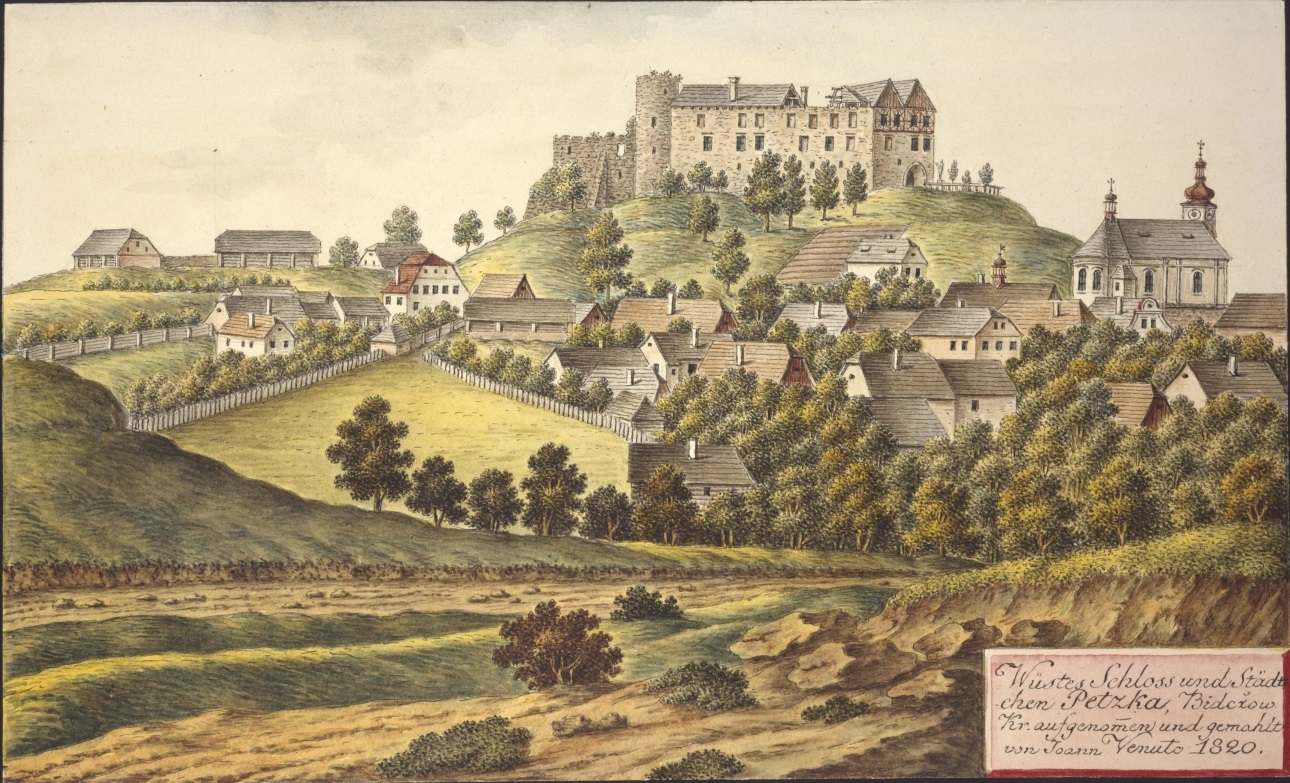
Hrad a městečko Pecka, kresba Johanna Venuta z roku 1820

Prvním zaznamenaným pánem hradu byl Budivoj z Pecky, později byli pány na Pecce tři bratři, nakonec se ale rozdělili a hrad dostal Jan Pecka. Potom se v držení hradu vyskytuje poprvé jiný krajan – Jarek z Železnice a přidal k Pecce několik kostelů. Jelikož byl smýšlením katolík, obléhali Pecku Sirotci a Jarek byl nucen uzavřít s nimi dohodu. Přidal se na jejich stranu a směl dále zůstávat pánem na Pecce. Rok na to ale zemřel a hrad připadl jeho synovi Vaňkovi z Pecky. Ten přidal k Pecce držení města Semily. Po předání Pecky panu Protivovi se stal pánem na hradě Lev z Rožmitálu, jelikož pan Protiva nečekaně zemřel, ale ten prodal hrad Mikuláši Hořickému z Hořic. Tento pán byl hofmistrem krále Jiřího a později nejvyšším písařem a horlivě chránil jednotu bratrskou. Dále byl během 20 let hrad v držení 8 pánů a nabyl nového majetku. Nakonec se hrad dostal do držení Jindřicha Škopka z Bílých Otradovic. Za jeho držení se hrad hodně rozšířil. Poté byla Pecka rozdělena mezi jeho syny Karla a Adama. Mezitím hrad schvátil oheň, ale Pecka byla znova opravena a rozšířena. Barbora, vdova po Karlovi, se po druhé vdala za Kryštofa Haranta z Polžic a Bezdružic a pánem hradu se stal on. Roku 1612 prodal Adam svůj díl Pecky a panství třetí Harantově manželce. Kryštof Harant ovládal několik jazyků a psal cestopisy ze svých cest a plně sloužil Rudolfovi II. Z katolíka přešel k víře podobojí. R. 1621 pro něj přijelo na Pecku oddělení vojska s Albrechtem z Valdštejna a zajali ho. V Praze byl obviněn z obléhání Vídně a na Staroměstském náměstí popraven. Pecka padla do rukou Albrechtu z Valdštejna, který jej v roce 1627 daroval kartuziánskému řádu.
Roku 1830 vznikl v městečku požár, žhavý došek vyletěl také na Pecku a ta celá shořela. Tak zůstaly jen dvě světnice a útulek, kde bydlela stařena, která byla posledním člověkem, který žil na Pecce. Oprav se dočkal až ve čtyřicátých letech 20. století, kdy byl upraven pro muzejní účely.

## Prohlídky a expozice
Prohlídková trasa peckovského hradu zahrnuje celkem sedm interiérových místností, dále mučírnu a sklepení – vše v rekonstruovaném Harantovském paláci. Expozice v prvním a druhém patře je zaměřena na dějiny hradu, život a dílo nejznámějšího majitele Pecky - cestovatele, spisovatele a hudebního skladatele Kryštofa Haranta z Polžic a Bezdružic a obecněji na období renesance a raného baroka. Jedna z místností je věnována životu venkovských lidí v Podkrkonoší.
V červenci a srpnu se na hradě konají příležitostná šermířská a divadelní představení.